# Виг
Виг (на руски: Выг) е река в Република Карелия на Русия, вливаща се в Бяло море. Дължина 237 km, в т.ч. Верхни Виг 135 km, Нижни Виг 102 km. Площ на водосборния басейн 27 100 km².
Река Виг води началото си под името Верхни Виг (135 km) от езерото Верхотинное, разположено на 167 m н.в., в югоизточната част на Република Карелия. Тече в посока север-северозапад в заблатена долина с ниски брегове през проточните езера Верхнее, Узкое и Нижнее. Влива се югоизточния залив на езерото Вигозеро, при село Петровски Ям. От северния ъгъл на Вигозеро, при селището от градски тип Надвоици изтича река Нижни Виг (102 km), оттокът на която е урегулиран чрез каскада от водохранилища в ВЕЦ-ове на тях и влиза в системата на Беломоро-Балтийския канал. Влива се чрез два ръкава в залива Онежка губа, при град Беломорск. Основни притоци: леви – Сегежа (59 km, влива се в ез. Вигозеро), Онда (197 km, влива се в Нижни Виг), Идел (51 km, влива се в Нижни Виг), Тунгуда (128 km, влива се в Нижни Виг), Летная (55 km, влива се в Нижни Виг); десни – Лекса (72 km, влива се във Верхни Виг), Вожма (93 km, влива се в ез. Вигозеро). Има смесено подхранване с преобладаване на снежното и дъждовното. Среден годишен отток 267 m³/s, с ясно изразено пълноводие в края на април и началото на май.

## Топографски карти
- Лист от карта Q-36-XXXV,XXXVI Беломорск. Мащаб: 1 : 200 000. Указать дату выпуска/состояния местности.
- Лист от карта P-36-V, VI.
- Лист от карта P-36-XI, XII.